# Кузнецов, Алексей Николаевич (партийный деятель)
Алексей Николаевич Кузнецов — советский хозяйственный, государственный и политический деятель.

## Биография
Родился в 1912 году. Член КПСС с 1939 года.
В 1948—1950 — второй секретарь Фрунзенского районного комитета КПСС города Москвы.
В 1950 — и. о. первого секретаря Фрунзенского районного комитета КПСС города Москвы
В 1951—1954 — председатель исполнительного комитета Фрунзенского Совета депутатов трудящихся города Москвы.
В 1954—1960 — первый секретарь Фрунзенского районного комитета КПСС города Москвы.
В 1960—1961 — первый секретарь Ленинского районного комитета КПСС города Москвы.
В 1961—1965 — заведующий отделом административных органов Московского городского комитета КПСС.
С 1977 — персональный пенсионер союзного значения.
Делегат XX и XXI съездов КПСС.
Жил в Москве.

## Награды
- Орден Трудового Красного Знамени (01.02.1957)